# Prosopis vinalillo
El vinalillo (Prosopis vinalillo) es una especie arbórea perteneciente al género de fabáceas Prosopis. Habita en el centro-sur de Sudamérica.  

## Distribución
Se distribuye en regiones subtropicales del chaco occidental, en el chaco paraguayo y el norte de la Argentina, en las provincias de: Santiago el Estero, Tucumán, Salta, Chaco, Formosa y norte de Santa Fe. Se postuló que posee un origen híbrido, producto del cruce de P. ruscifolia y P. alba, especies con las que también convive.  

## Características
Es un árbol espinoso, con una altura de entre 4 y 10 m, con tronco de 40 a 50 cm de diámetro. Sus ramas poseen fuertes espinas de hasta 12 cm de largo. Las hojas son grandes, glabras, uniyugadas. Las flores se disponen en racimos de una longitud de entre 6 y 8 cm. El fruto es una legumbre subfalcada, delgada, de 6 a 24 cm de longitud, de un ancho de 6 a 12 mm y un espesor de 3 a 8 mm. El exocarpo violeta; el mesocarpo es dulce y carnoso. Su madera es dura, densa y durable.

## Taxonomía
Prosopis vinalillo fue descrito en el año 1900 por el botánico argentino Teodoro (Theodor) Juan Vicente Stuckert.
Etimología
Etimológicamente, el nombre genérico Prosopis proviene del griego antiguo y podría significar ‘hacia la abundancia’ ("pros" = ‘hacia’ y "Opis" = ‘diosa de la abundancia y la agricultura’). El nombre específico vinalillo refiere al nombre local de la planta.